# Psila potanini
Psila potanini är en tvåvingeart som beskrevs av Shatalkin 1986. Psila potanini ingår i släktet Psila och familjen rotflugor. Inga underarter finns listade i Catalogue of Life.